# Colotrachelus hestica
Colotrachelus hestica är en snäckart som beskrevs av B.A. Marshall 1986. Colotrachelus hestica ingår i släktet Colotrachelus och familjen Pseudococculinidae. Inga underarter finns listade i Catalogue of Life.